# Гольденберг, Чарльз Роберт
Чарльз Роберт Гольденберг (Charles Robert Goldenberg; 15 апреля 1911, Одесса — 16 апреля 1986, Глендейл, Висконсин) — американский футболист Национальной футбольной лиги.

## Биография
Родился в Одессе. Окончил Университет Висконсина (University of Wisconsin-Madison).
С 1933 по 1945 год играл за профессиональный клуб Грин Бэй Пэкерз (основанного в 1919 году) северного дивизиона Национальной футбольной конференции Национальной футбольной лиги. Клуб установил рекорд по количеству выигранных чемпионатов 12, включая 9 чемпионатов NFL, проводившихся до эры СуперБоулов и три титула победителя СуперБоула в 1966, 1967, 1996 годах.
За время игры Чарльза Гольденберга клуб три раза становился чемпионом NFL — в 1936, 1939, 1944 гг.
Лауреат награды National Football League 1930s All-Decade Team 
Рост 178 см, вес 100 кг.

### Биография
- https://web.archive.org/web/20160303192406/http://www.jewsinsports.org/profile.asp?sport=football&ID=18

### Статистика матчей
- http://www.pro-football-reference.com/players/G/GoldBu20.htm
- http://www.databasefootball.com/players/playerpage.htm?ilkid=GOLDECHA01

### Публикации
- http://www.sportingnews.com/blog/zamboni77/192906 (недоступная+ссылка)